# Huequenia livida
Huequenia livida là một loài bọ cánh cứng trong họ Cerambycidae.